# Petropavl

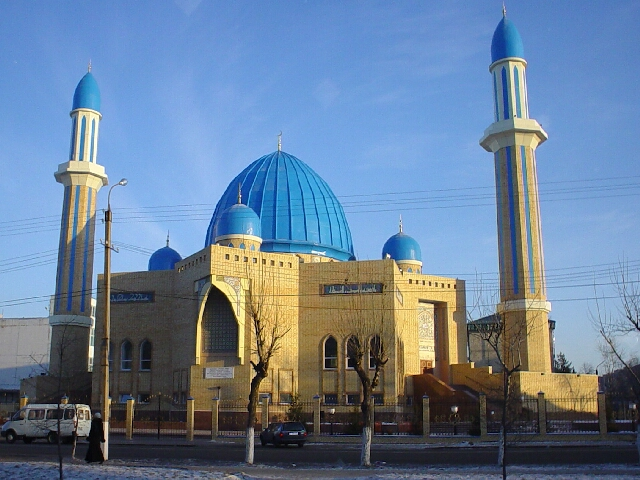
Petropavl moské

Petropavl (kazakiska: Петропавл), tidigare (ryska: Петропавловск)  Petropavlovsk, är en stad i norra Kazakstan, belägen på floden Isjim nära gränsen till Ryssland, omkring 350 kilometer väster om Omsk. Staden hade runt 203 500 invånare år 1999, vilket är en nedgång från de 239 500 invånarna 1989. Den är huvudstad i oblastet Nordkazakstan. 

## Historia
Petropavl grundades 1752 som ett ryskt fort för att främja de ryska bosättningarna och öka det ryska inflytandet över de nomadiska kazakerna i söder. Den fick stadsrättigheter 1807. Petropavl var ett viktigt centrum för handel med silke och mattor fram till ryska revolutionen 1917. 

## Demografi
Stadens befolkning består främst av ryssar (71,5 %). Andra stora etniska grupper inkluderar kazaker, ukrainare och tyskar. 

## Sport
- FK Qyzyljar SK (professionell fotbollsklubb)
- Stadion Karasai (kapacitet: 11 000)